# Kościół św. Józefa w Klimontowie
Kościół św. Józefa w Klimontowie – rzymskokatolicka świątynia (zwana kościołem farnym lub infułackim) znajdująca się w Klimontowie, w powiecie sandomierskim, w województwie świętokrzyskim.

## Historia
Świątynię ufundowaną w 1637 przez Jerzego Ossolińskiego, zbudowano w latach 1643–1650 według projektu Wawrzyńca Senesa w stylu barokowym (czerpiącym z rozwiązań florenckich i rzymskich). Biskup Piotr Gembicki w 1648 roku wyniósł świątynię do godności kolegiaty z proboszczem infułatem.  Problemy związane z brakiem środków na odtworzenie kolegium kapitulnego spowodowały, że w roku 1730 biskup krakowski Konstanty Felicjan Szaniawski odebrał świątyni przywilej kolegiaty. Przywilej infuły zachowywany był do roku 1950. Kościół jest głównym budynkiem parafii klimontowskiej. Kościół leży na szlaku Małopolskiej Drogi św. Jakuba.

## Architektura

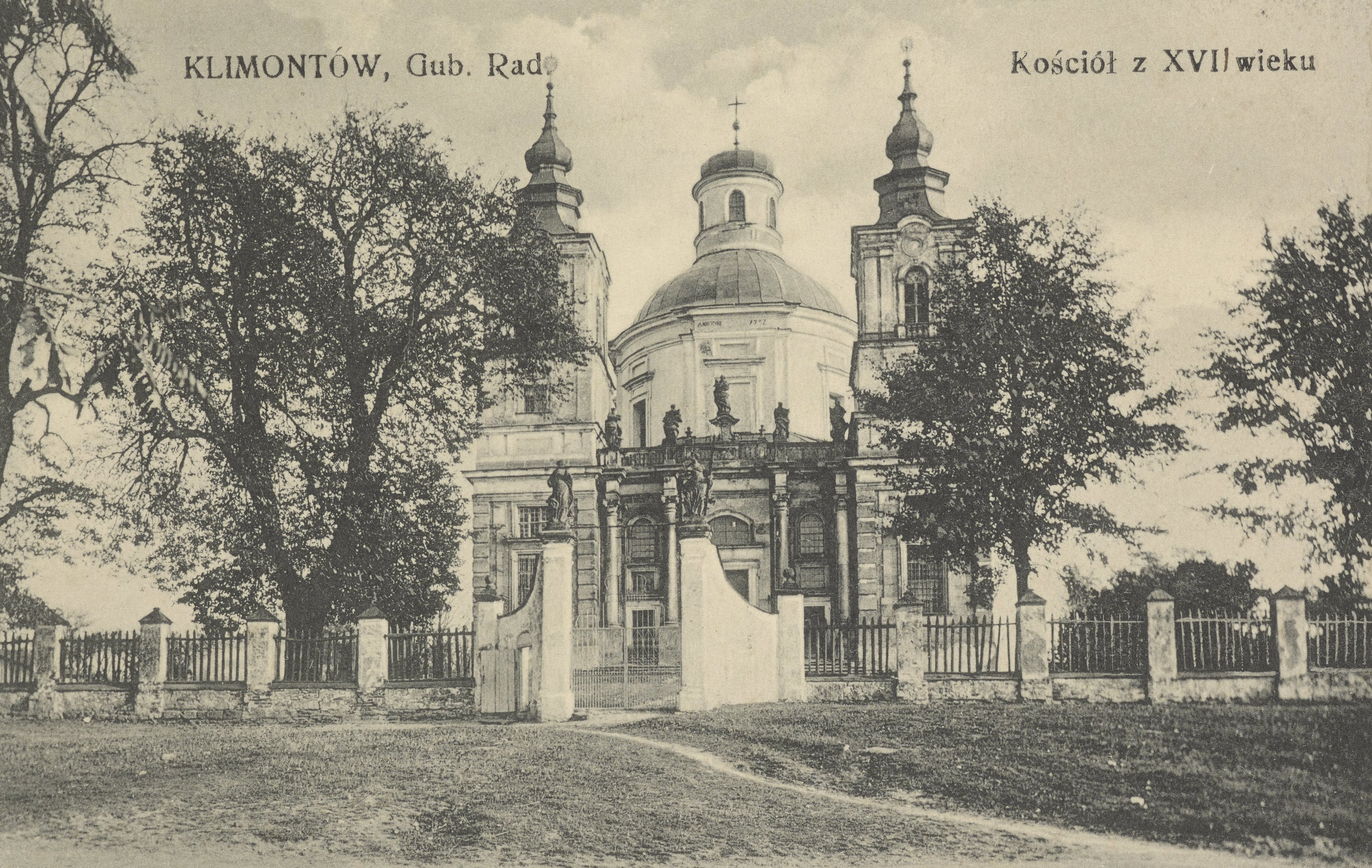
Widok sprzed 1911 r.

Centrum budowli stanowi korpus na rzucie wpisanej w wielobok elipsy. Na przedłużeniu dłuższej osi elipsy (od wschodu) ulokowano prostokątne prezbiterium, a po stronie przeciwnej kruchtę z głównym wejściem i rokokową polichromią (1781). Nawa otoczona jest dwoma kondygnacjami galerii (niższa z obejściem i wyższa z emporami). Do prezbiterium przylegają zakrystia i skarbczyk.

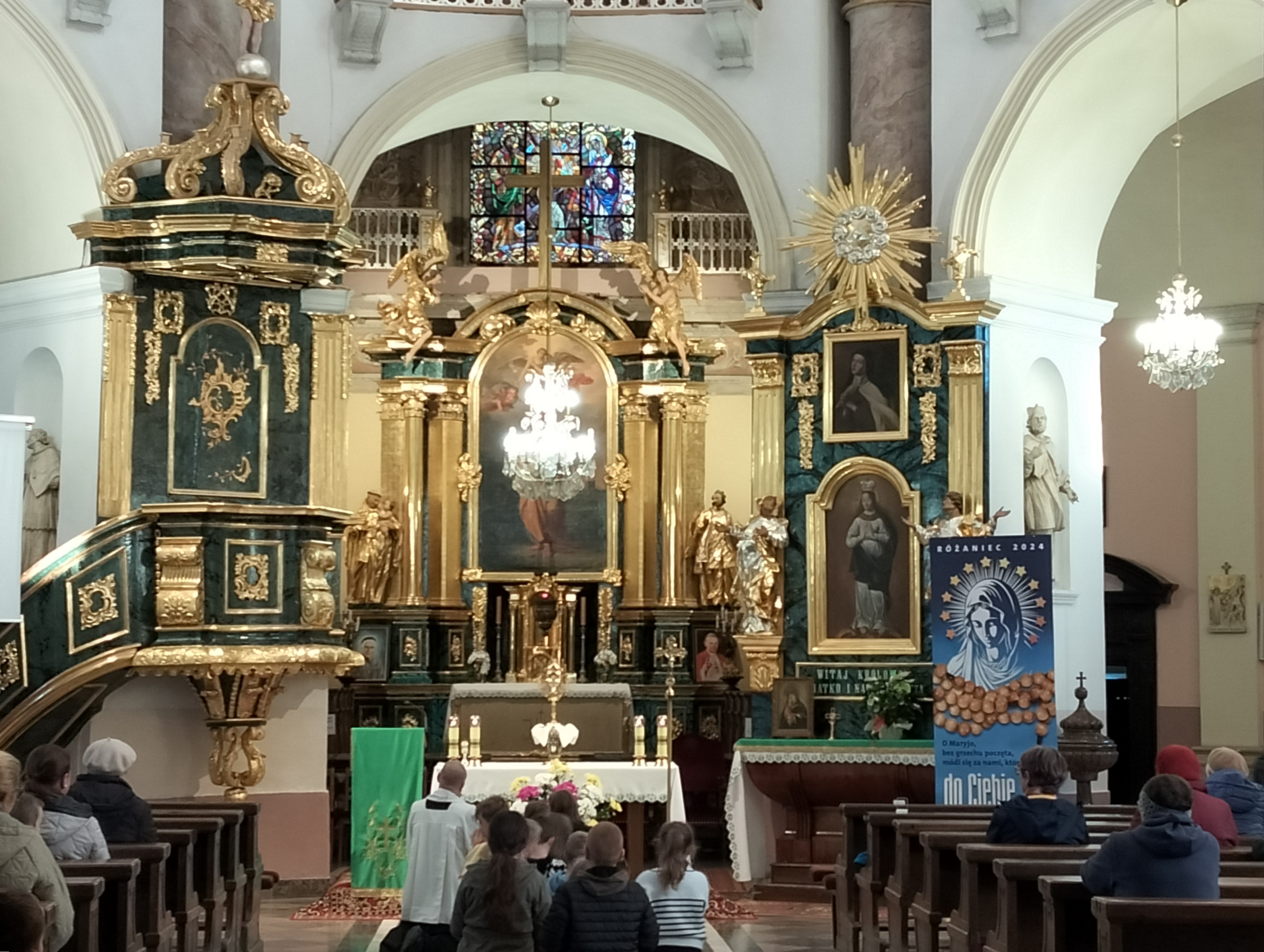
Ołtarz główny i ambona

Główną elewację (zachodnią) dominują dwie czworoboczne i trójkondygnacyjne wieże na narożach, pomiędzy które wsunięto przedsionek ujęty wysokimi kolumnami, dźwigającymi imposty przełamującego się belkowania. Całość zwieńcza balustrada z datą ukończenia fasady (1779) i pięcioma późnobarokowymi posągami (czterej Ewangeliści i św. Józef z Dzieciątkiem). Powyżej znajduje się bęben kopuły z fryzem i datą ukończenia tej części (1732). Również elewację wschodnią wieńczy rzeźba św. Józefa.
Prezbiterium z wtopionymi pilastrami oświetlają prostokątne okna. Pod gzymsem znajduje się stiukowy fryz autorstwa Jana Chrzciciela Falconiego (około 1647). Ołtarz główny jest rokokowy. Jego budowę zlecono przed 1758. Wisi w nim obraz św. Józefa z Dzieciątkiem oraz stoją rzeźby świętych Jana Kantego i Antoniego, jak również aniołów. W prezbiterium umieszczono też obrazy czterech Ewangelistów autorstwa Macieja Topolskiego (początek XIX wieku). Chór i organy są rokokowe. Chór pochodzi z lat 1779-1787 i ozdobiony jest herbem Oksza księdza Wojciecha Radoszewskiego. Organy zdobi figura Dawida z harfą. Również ambona reprezentuje styl rokokowy (1758). Naprzeciw niej ulokowano rokokowy ołtarz Niepokalanego Poczęcia, który był przerabiany. Cztery konfesjonały sprowadził z Wiednia hrabia Antoni Ledóchowski (1806). Na obejściu zawieszono epitafia z XVIII i XIX wieku. Marmurowa chrzcielnica jest barokowa.

## Otoczenie
Kościół otacza cmentarz na planie prostokąta z dwiema bramami (główna od zachodu) oraz późnobarokowymi posągami Wiary i Nadziei. W południowo-zachodniej części cmentarza stoi dworek infułatów z drugiej połowy XVIII wieku, przebudowany w drugiej połowie XIX wieku.

## Galeria

Kościół św. Józefa
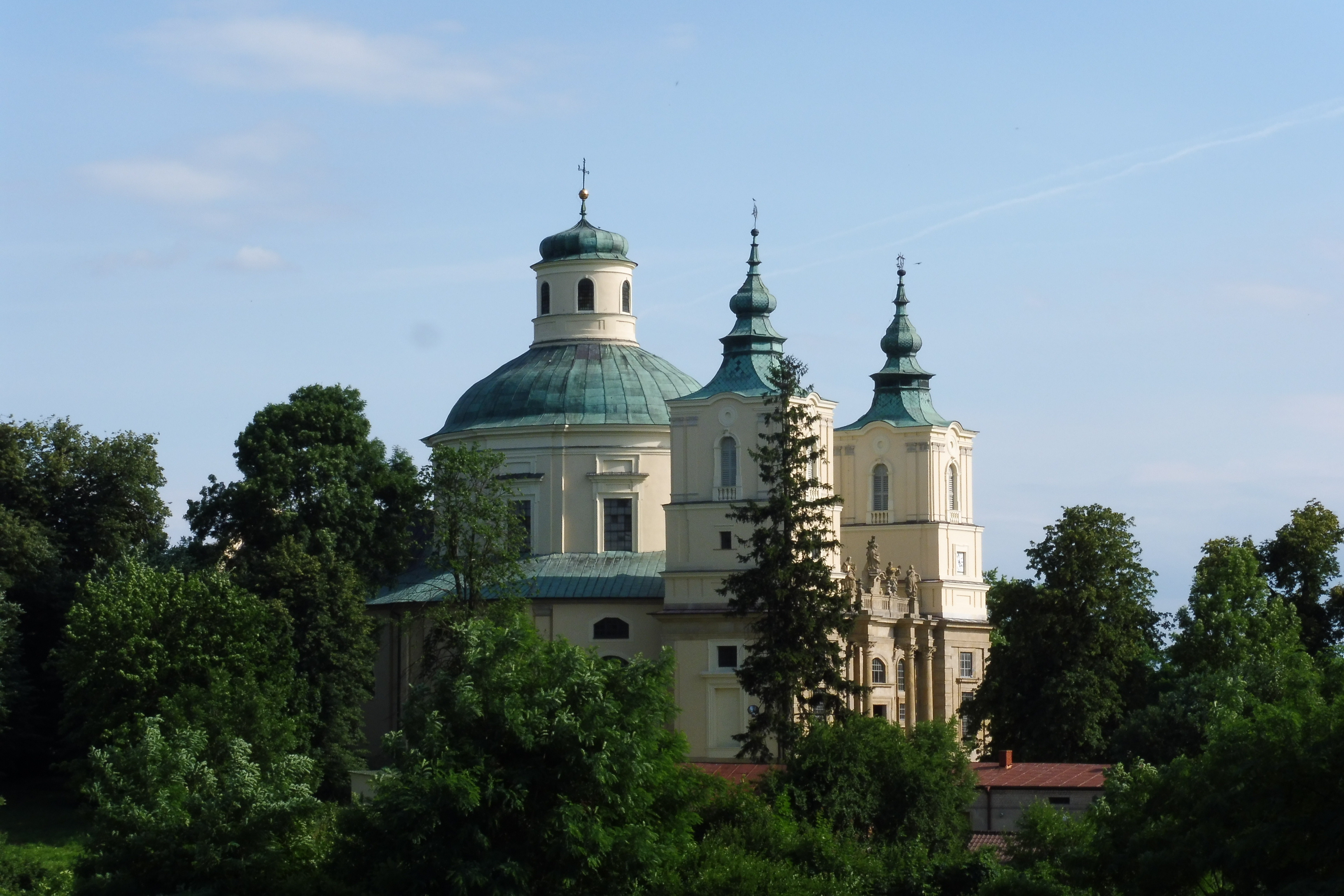
Widok ogólny
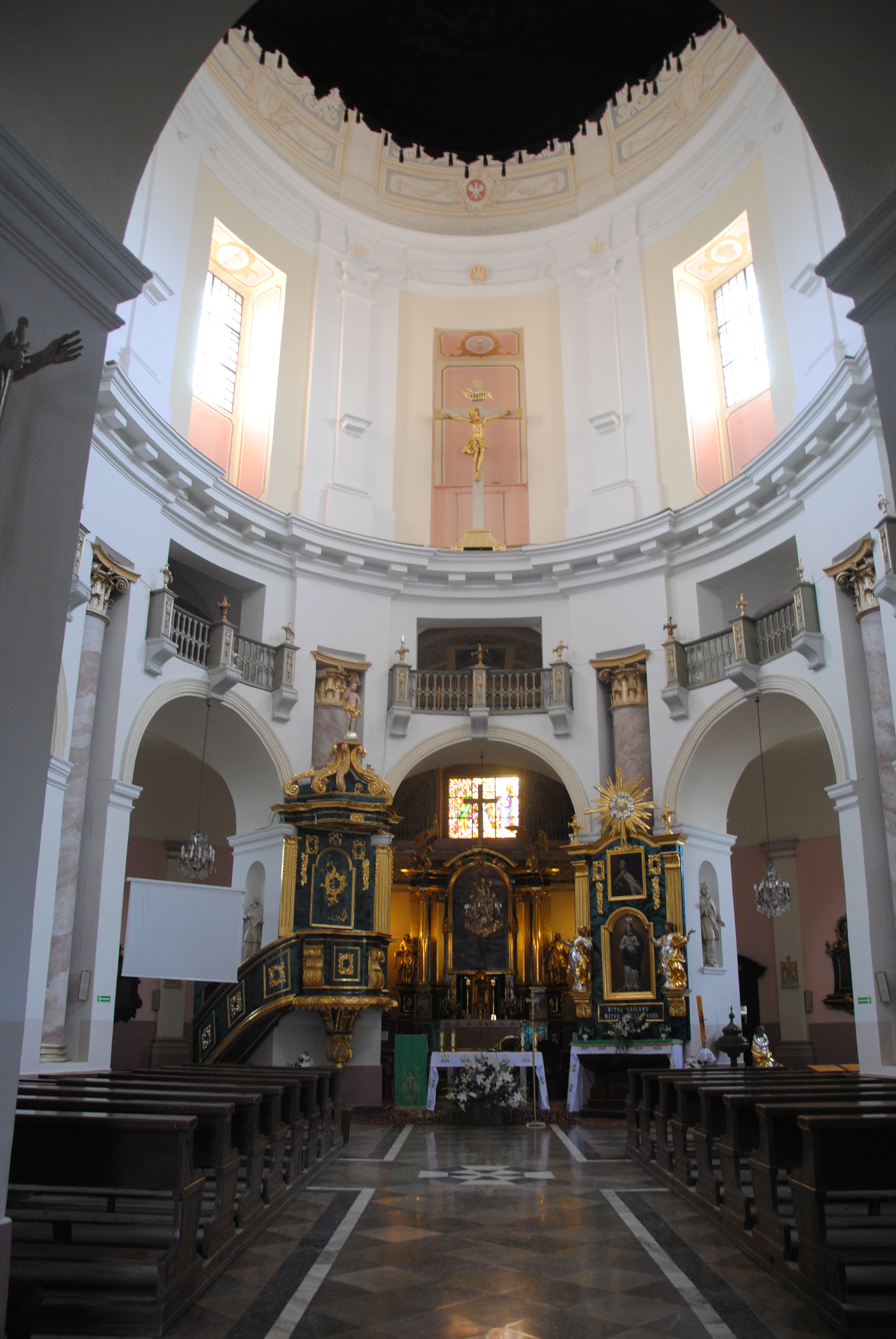
Wnętrze
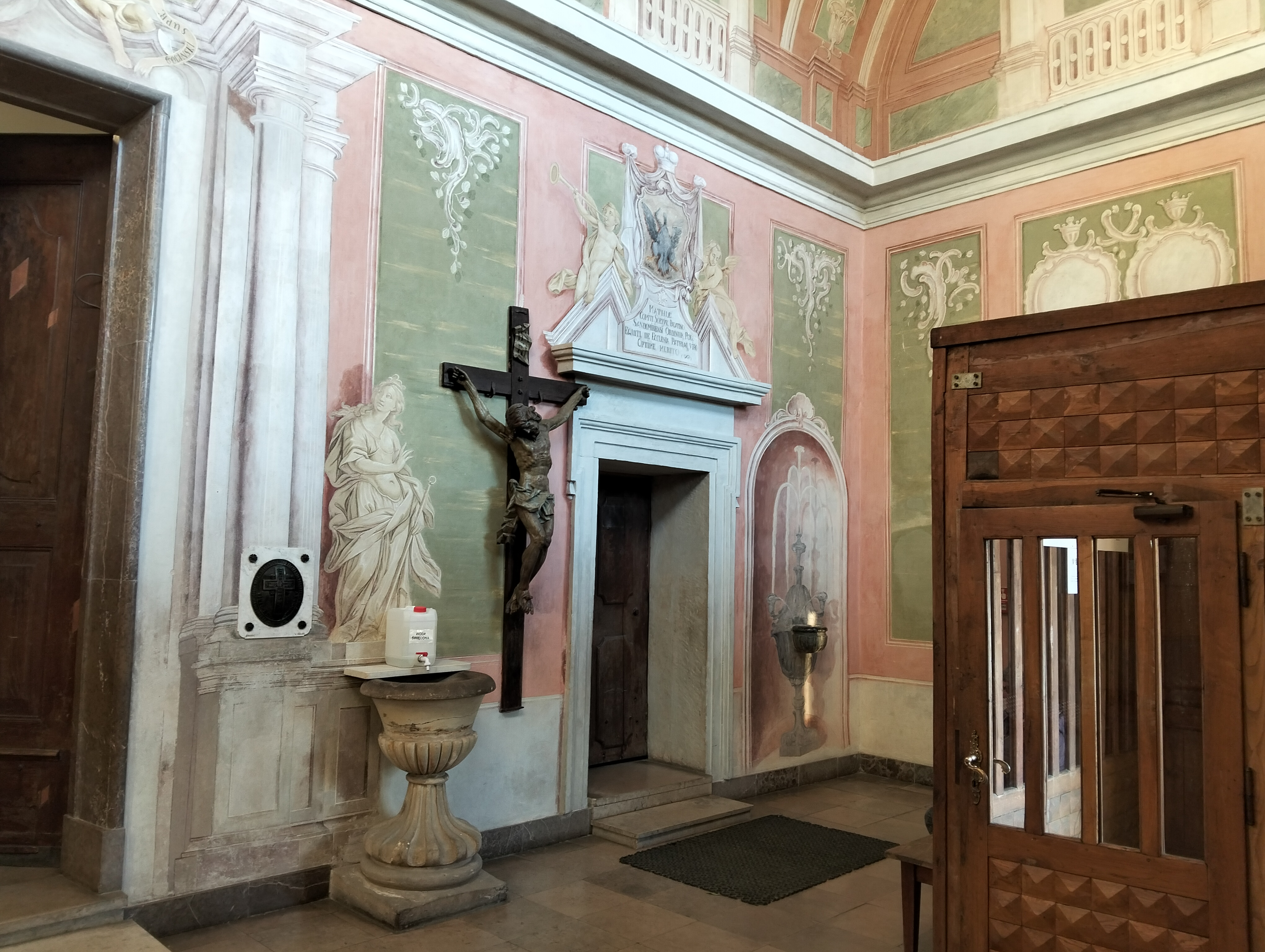
Wejście
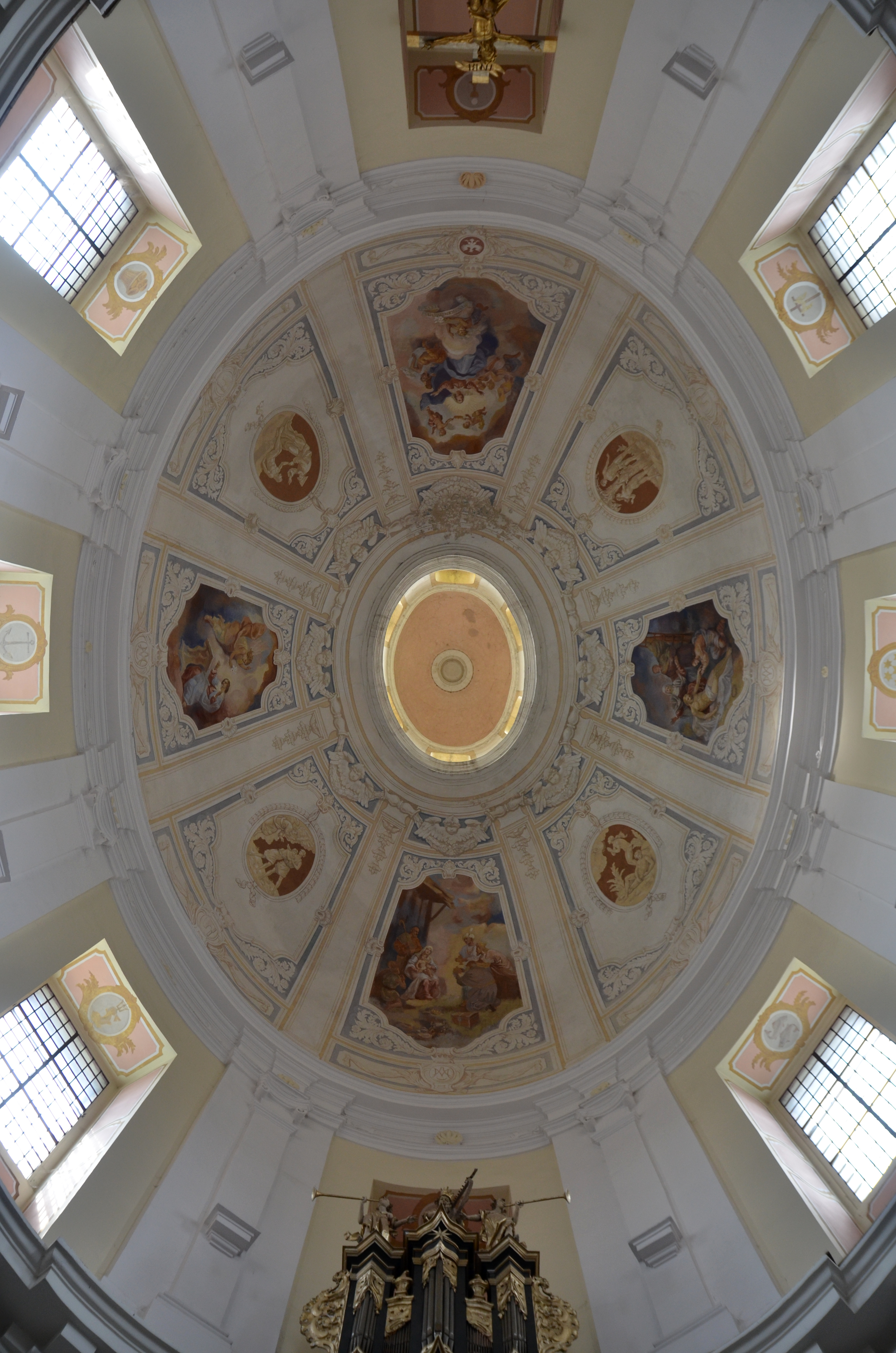
Kopuła